# Вава (футболист р. 1976)
Марсело Гонзалвеш Виейра, по-известен като Вава, е бразилски футболист, нападател. Роден на 25 юли 1976 г. в Минас Жерайс, Бразилия.
Започва да тренира професионално футбол в родината си. През 1998 г. заминава за България, където изкарва два престоя в Беласица (Петрич) и един в Левски.